# Liste der Bischöfe von Nizza
Die folgenden Personen waren Bischöfe vom Bistum Nizza (Frankreich):
- ? 314
- Armantius 381
- Valerianus 439 bis ca. 455
- Dutherius 493
- Magnus 549–554
- Austadius ca. 581
- Catulinus 585
- Abraham 614
- Syagrius 777
- Johannes 788–791
- Frodonius 999
- Bernhard I. 1004
- Ponce I. 1018–1027
- Gottfried 1027
- Pons II. 1030
- André I. 1033–1034
- Nitard I. 1037–1040
- André II. 1042–1051
- Raimond I. 1064–1074
- Archimbaud 1074–1078
- Isnard 1108–1114
- Peter I. 1115–1149
- Arnaud 1151–1164
- Raimond II. Laugier 1164–1182
- Peter II. 1183–1191
- Johann 1200–1207
- Heinrich I. 1208–1236
- Mainfroi 1238–1246
- Nitard II. 1247–1251
- Peter III. 1257–1272
- Hugo 1285–1292
- Bernard Chabaud de Tourettes 1294–1302
- Raimond III. 1304–1316
- Wilhelm I. 1317–1323
- Rostang 1323–1329
- Jean Artaud 1329–1334
- Raimond IV. 1334–1335
- Guillaume II. 1335 bis ca. 1348
- Pierre Sardina 1348–1360
- Laurent Le Peintre (Pictoris) 1360–1367
- Roquesalve de Soliers 1371–1380
- Nicolas de Saint-Saturnin 1380 (Administrator, Pseudokardinal)
- Jean de Tournefort 1382–1400
- Damien Zavaglia 1385–1388
- François 1403–1409
- Jean Burle 1409–1418
- Antoine Clément 1418–1422
- Aimond de Chissé I. 1422–1427
- Aimond de Chissé II. 1427–1428
- Louis Badat 1428–1444
- Aimon Provana de Leyni 1446–1460
- Henri de Albertis 1461–1462
- Barthélemi Chuet 1462–1501
- Jean de Loriol 1501–1506
- Augustin Ferrero 1506–1511 (Administrator)
- Jérôme de Capitani d’Arsago 1511–1542
- Jérôme Capodiferro 1542–1544 (dann Kardinal)
- Jean-Baptiste Provana de Leyni 1544–1548
- François de Lambert 1549–1582
- Jean Louis Pallavicini 1583–1598
- François Martinengo 1600–1620
- Pierre Maletti 1622–1631
- Jeacquemin Marenco 1634–1644
- Didier Palletis 1644–1655
- Hyacinthe Solaro de Moretta 1659–1663 (dann Bischof von Mondovi, auch Titularerzbischof von Patrae)
- Diegue della Chiesa 1665–1669
- Henri Provana de Leyni 1671–1706
- Vakanz 1706–1727
- Raimond Recrosio 1727–1732
- Charles Cantoni 1741–1763
- Jacques Thomas Astesan OP 1764–1778 (dann Erzbischof von Oristano)
- Charles-Eugène Valperga di Maglione 1780–1801
- Jean-Baptiste Colonna d’Istria 1802–1833
- Dominique Galvano 1833–1855
- Jean-Pierre Sola 1857–1877
- Mathieu-Victor Balaïn, OMI 1877–1896 (dann Erzbischof von Auch)
- Henri-Louis Chapon 1896–1925
- Louis-Marie Ricard 1926–1929
- Paul-Jules-Narcisse Rémond 1930–1963 (auch Titularerzbischof)
- Jean-Julien-Robert Mouisset 1963–1984
- François de Sales Marie Adrien Saint-Macary 1984–1997 (dann Koadjutor-Erzbischof und Erzbischof von Rennes)
- Jean Marie Louis Bonfils, SMA 1998–2005 (später Apostolischer Administrator von Ajaccio)
- Louis Sankalé 2005–2013
- André Marceau 2014–2022
- Jean-Philippe Nault SJMV seit 2022